# Slumberlandband
Slumberlandband is een Nederlandse muziekgroep uit de jaren 70; de band bestond slechts één jaar (1975-76).

## Geschiedenis
De Slumberlandband ontstond uit de as van CCC Inc.. Uit die band kwamen mee Joost Belinfante en Ernst Jansz. De band werd een grote toekomst voorspeld vanwege de aparte sound die de band heeft. Het kwam er niet van. Na slechts één studioalbum en twee singles werd de band, waarschijnlijk als gevolg van het uitblijven van commercieel succes, opgeheven. Dekker, Jansz, Lodewijks en Belinfante gingen verder als reggaeband De Rumbones; deze band bestond echter slechts één maand in 1977.

## Leden
- Friedrich Hláwatsch – zang, viool (later in 3 Heren)
- Joost Belinfante – gitaar, viool (speelde later op losse basis bij Doe Maar)
- Piet Dekker – basgitaar (Doe Maar, Joost Nuissl)
- Ernst Jansz - toetsinstrumenten, percussie (een jaar later te vinden bij Boudewijn de Groot, vanaf 1978 bij Doe Maar)
- John Lodewijks – slagwerk (een jaar later te vinden bij Boudewijn de Groot en weer later bij Joost Nuissl)

## Discografie
- 1975: album: Slumberlandband
- 1975: single: One monkey is no monkey
- 1976: single: The Beatles